# Menhir von Gumbsheim
Der Menhir von Gumbsheim (möglicherweise einst als Hinkelstein bezeichnet) ist ein Menhir bei Gumbsheim im Landkreis Alzey-Worms in Rheinland-Pfalz.

## Lage und Beschreibung
Der Menhir wurde 1927 östlich von Gumbsheim in einem Graben entdeckt. In der Nähe führt ein Weg mit der Bezeichnung „Hinkelpfad“ vorbei. Dieser könnte ursprünglich „Hinkelsteinpfad“ geheißen haben und der Name damit letztlich auf eine Bezeichnung des Steins zurückgehen. Nach seiner Bergung wurde der Stein am Ufer des Grabens in der Nähe der Armsheimer Brücke aufgestellt. 2002 wurde er von einem Baufahrzeug gerammt und zerbrach dabei im unteren Bereich. Ein anschließender Restaurierungsversuch scheiterte. Nachdem er in der Folgezeit erneut beschädigt worden war, wurde er 2004 schließlich an seinen heutigen Standort an der Böckelheimer Brücke umgesetzt. Sein unterer Teil verblieb am ursprünglichen Standort.
Der Menhir besteht aus verkalktem Kieselkonglomerat, als dessen Herkunftsort die etwa 4 km südlich gelegenen Sandgruben bei Eckelsheim bestimmt werden konnten. Der Stein weist eine geglättete Oberfläche auf. Er hatte ursprünglich eine Höhe von 315 cm, eine Breite von 70 cm und eine Tiefe von 30 cm. In seinem heutigen Zustand hat er noch eine Höhe von 220 cm, eine Breite von 60 cm und eine Tiefe von 22 cm. Er ist heute säulenförmig mit ovalem Querschnitt, verjüngt sich nach oben und endet in einer abgerundeten Spitze. Auf alten Fotos ist allerdings zu erkennen, dass der untere Teil des Menhirs einen drei- oder vierkantigen Querschnitt besaß.